# スプレッドイーグル

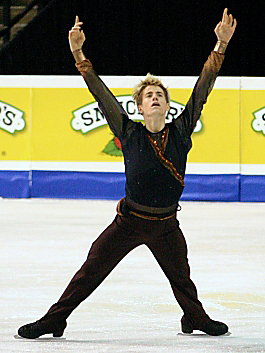
ジェフリー・バトルのスプレッドイーグル

スプレッドイーグル（Spread eagle）は、フィギュアスケートにおけるムーヴズインザフィールドのひとつ。翼を広げたワシに似ていることからこう呼ばれる。単にイーグルとも呼ばれる。

## 概要
スプレッドイーグルは、両足のトウを大きく開き両足で横に滑ることを指す。多くの場合は左右のエッジの軌跡がほぼ重なるのが特徴。イナバウアーと似ているが、イナバウアーはスプレッドイーグルの変形であり、多くの場合両足を前後にずらすためエッジの軌跡は重ならない。